# Жозе Марія Невіш
Жозе Марія Перейра Невіш (порт. José Maria Pereira Neves; нар. 28 березня 1960, Санта-Катарина, Сантьягу, Кабо-Верде) — прем'єр-міністр Республіки Кабо-Верде з 1 лютого 2001 до 22 квітня 2016, президент Африканської партії незалежності Кабо-Верде з червня 2000, віцепрезидент Національної асамблеї Республіки Кабо-Верде, віцепрезидент депутатської групи Африканської партії незалежності Кабо-Верде в Національній асамблеї.

## Професійна діяльність
Закінчив Вищу школу бізнесу в Сан-Паулу (Бразилія).
У 1987–1988 роках був координатором проєкту реформи адміністративної модернізації Республіки Кабо-Верде.
У 1988–1989 роках — директор Національного центру формування громадської адміністрації.
Професор Вищого інженерного інституту (м. Прая).

## Політична діяльність
З 1977 — член союзу Африканської молоді ім. Амілкара Кабрала.
З 1989 — генеральний секретар союзу Африканської молоді ім. Амілкара Кабрала.
З 1980 — член Африканської партії незалежності Гвінеї і Кабо-Верде (з січня 1981 року — Африканської партії незалежності Кабо-Верде).
З червня 2000 року — президент Африканської партії незалежності Кабо-Верде.
1 лютого 2001 обраний прем'єр-міністром Республіки Кабо-Верде і переобраний на новий строк 14 січня 2006 року.
6 лютого 2011 він був обраний на третій термін більшістю виборців Кабо-Верде, зміцнивши цим вплив своєї партії в парламенті Кабо-Верде.
У жовтні 2021 року Хосе Марія Невес переміг на президентських виборах у першому турі 17 жовтня, згідно з першими результатами, опублікованими на офіційному вебсайті. набрав 51,5 % голосів, абсолютна більшість, необхідна для обрання у першому турі, згідно з цими результатами, що стосуються 97 % виборчих дільниць.